# Heinrich-Roessler-Preis
Der Heinrich-Roessler-Preis der Fachgruppe Chemieunterricht der Gesellschaft Deutscher Chemiker wird seit 1984 an Personen aus Schule, Hochschule, Industrie oder öffentlichem Leben für besondere Verdienste um den Chemieunterricht verliehen. Der Preis ist mit 4000 Euro dotiert und wird von der Evonik Industries (damals Degussa) gestiftet. Er ist nach Heinrich Roessler dem ersten technischen Direktor der Degussa benannt, der im 19. Jahrhundert Pionierarbeit auf dem Gebiet der naturwissenschaftlichen Bildung und Ausbildung leistete. Der Preis wurde bis 1996 jährlich, seither alle zwei Jahre verliehen.

## Preisträger
- 1984 Hermann Raaf, Professor, Reutlingen
- 1985 Hanna Söll, promovierte Chemikerin, Leverkusen
- 1986 Manfred Flad, Diplom-Chemiker, Stuttgart
- 1987 Karl Häusler, Oberstudienrat, München
- 1988 Vollrath Hopp, Professor, Frankfurt-Höchst
- 1989 Heinz Schmidkunz, Professor, Dortmund
- 1990 Wilfried Beyer, Studiendirektor, Neu-Isenburg
- 1991 Werner Dierks, Studiendirektor, Kiel
- 1992 Ursula Hofacker, promovierte Chemikerin, München
- 1993 Heinrich Storck, Professor, Kiel
- 1994 Gerhard Meyendorf, Professor, Köthen
- 1995 Hans Bouma, promovierter Chemiker, De Bilt, Niederlande
- 1996 Roland Full, promovierter Chemiker, Hösbach
- 1998 Rudolf Georg Weissenhorn, promovierter Chemiker, Münster
- 2000 Erika Hahn, Professorin, Stuttgart, Theophil Schwenk, Studiendirektor, Backnang
- 2002 Wolfgang Bünder, promovierter Chemiker, Kiel, Wolfgang Hampe, Studiendirektor, Klausdorf
- 2004 Volkmar Dietrich, Professor, Potsdam
- 2006 Alfred Flint, Professor, Rostock
- 2008 nicht verliehen
- 2010 Heinz Delle, promovierter Chemiker, Bad Homburg
- 2012 Herbert W. Roesky, Professor, Göttingen
- 2014 Christa Jansen, Darmstadt
- 2016 Waltraut Habelitz-Tkotz, Studiendirektorin, Erlangen
- 2018 Franz Kappenberg, promovierter Chemiker,  Münster
- 2020 Gerhard Bouchon, Metzingen
- 2022 Ilona Siehr, Osnabrück
- 2024 Jürgen Nikolaus Kopp, Regensburg[2]